# بيتر فوكس (نحات)
بيتر فوكس (بالألمانية: Peter Fuchs)‏ هو نحات ألماني، ولد في 1829 في كولونيا في ألمانيا، وتوفي بنفس المكان في 31 يوليو 1898.